# Emilie Béatrice Epaye
Emilie Béatrice Epaye, född 1956 är en centralafrikansk politiker och lärare.
Epaye tog år 2000 över som chef för verksamheten La Fondation la Voix du coeur som grundats 1994 som en stödverksamhet åt alla gatubarn som fanns i landets städer. Verksamheten gav barnen mat, husrum och möjlighet att gå i skola.
Som politiker arbetar hon för att skapa fred i landet och förespråkar mänskliga rättigheter och bättre struktur på landets välfärd såsom sjukvård och utbildning. 
År 2015 tilldelades Epaye International Women of Courage Award.